# Campionati svizzeri di sci alpino 2007
I Campionati svizzeri di sci alpino 2007 si sono svolti a Veysonnaz (anziché a Bad Ragaz, dove erano originariamente in programma) dal 20 al 25 marzo. Il programma ha incluso gare di discesa libera, supergigante, slalom gigante e slalom speciale, tutte sia maschili sia femminili.
Oltre agli sciatori svizzeri, hanno potuto concorrere al titolo anche gli sciatori di nazionalità liechtensteinese, mentre gli atleti delle altre federazioni, pur prendendo parte alle competizioni, potevano ottenere solo prestazioni valide ai fini del punteggio FIS.

## Risultati

### Uomini

#### Discesa libera
| Pos. | Atleta              | Nazione  | Tempo   |
| ---- | ------------------- | -------- | ------- |
| 1    | Tobias Grünenfelder | Svizzera | 1:15,40 |
| 2    | Didier Cuche        | Svizzera | 1:15,59 |
| 3    | Michael Bonetti     | Svizzera | 1:15,83 |
| 4    | Beni Hofer          | Svizzera | 1:16,05 |
| 5    | Didier Défago       | Svizzera | 1:16,38 |
| 6    | Carlo Janka         | Svizzera | 1:16,52 |
| 7    | Cornel Züger        | Svizzera | 1:16,53 |
| 8    | Alexandre Pittin    | Francia  | 1:16,57 |
| 9    | Bernhard Matti      | Svizzera | 1:16,63 |
| 10   | Jonas Russi         | Svizzera | 1:16,67 |

Data: 21 marzo

#### Supergigante
| Pos. | Atleta              | Nazione  | Tempo   |
| ---- | ------------------- | -------- | ------- |
| 1    | Didier Cuche        | Svizzera | 1:21,18 |
| 2    | Tobias Grünenfelder | Svizzera | 1:21,78 |
| 3    | Ambrosi Hoffmann    | Svizzera | 1:22,02 |
| 4    | Carlo Janka         | Svizzera | 1:22,54 |
| 4    | Vitus Lüönd         | Svizzera | 1:22,54 |
| 6    | Didier Défago       | Svizzera | 1:22,63 |
| 7    | Beat Feuz           | Svizzera | 1:22,82 |
| 8    | Michael Bonetti     | Svizzera | 1:22,83 |
| 9    | Cornel Züger        | Svizzera | 1:22,97 |
| 10   | Jan Urfer           | Svizzera | 1:23,07 |

Data: 22 marzo

#### Slalom gigante
| Pos. | Atleta            | Nazione  | Tempo   |
| ---- | ----------------- | -------- | ------- |
| 1    | Marc Berthod      | Svizzera | 2:24,59 |
| 2    | Frédéric Covili   | Francia  | 2:24,69 |
| 3    | Didier Défago     | Svizzera | 2:24,94 |
| 4    | Beni Hofer        | Svizzera | 2:26,67 |
| 5    | Mauro Caviezel    | Svizzera | 2:27,46 |
| 6    | Beat Gafner       | Svizzera | 2:28,04 |
| 7    | Vitus Lüönd       | Svizzera | 2:28,53 |
| 8    | Daniel Albrecht   | Svizzera | 2:28,77 |
| 9    | Silvan Zurbriggen | Svizzera | 2:29,37 |
| 10   | Sven Emmenegger   | Svizzera | 2:29,65 |

Data: 24 marzo

#### Slalom speciale
| Pos. | Atleta            | Nazione     | Tempo   |
| ---- | ----------------- | ----------- | ------- |
| 1    | Marc Gini         | Svizzera    | 1:32,91 |
| 2    | Silvan Zurbriggen | Svizzera    | 1:33,66 |
| 3    | Sandro Viletta    | Svizzera    | 1:33,68 |
| 4    | Carlo Janka       | Svizzera    | 1:34,11 |
| 5    | Urs Imboden       | Moldavia    | 1:34,45 |
| 6    | Daniel Albrecht   | Svizzera    | 1:34,58 |
| 7    | Dimitri Cuche     | Svizzera    | 1:35,06 |
| 8    | Flavio Godenzi    | Svizzera    | 1:35,34 |
| 9    | Alain Baxter      | Regno Unito | 1:35,68 |
| 10   | Beat Gafner       | Svizzera    | 1:38,19 |

Data: 25 marzo

### Donne

#### Discesa libera
| Pos. | Atleta               | Nazione  | Tempo   |
| ---- | -------------------- | -------- | ------- |
| 1    | Martina Schild       | Svizzera | 1:19,16 |
| 2    | Sylviane Berthod     | Svizzera | 1:19,22 |
| 3    | Nadia Styger         | Svizzera | 1:19,24 |
| 4    | Fränzi Aufdenblatten | Svizzera | 1:19,42 |
| 5    | Martina Caminada     | Svizzera | 1:19,58 |
| 6    | Catherine Borghi     | Svizzera | 1:19,98 |
| 7    | Marianne Abderhalden | Svizzera | 1:20,11 |
| 8    | Denise Feierabend    | Svizzera | 1:20,14 |
| 8    | Anne-Sophie Koehn    | Svizzera | 1:20,42 |
| 10   | Andrea Dettling      | Svizzera | 1:20,48 |

Data: 21 marzo

#### Supergigante
| Pos. | Atleta                | Nazione  | Tempo   |
| ---- | --------------------- | -------- | ------- |
| 1    | Lara Gut              | Svizzera | 1:27,61 |
| 2    | Fabienne Suter        | Svizzera | 1:28,86 |
| 3    | Martina Schild        | Svizzera | 1:29,00 |
| 4    | Catherine Borghi      | Svizzera | 1:29,07 |
| 5    | Fränzi Aufdenblatten  | Svizzera | 1:29,10 |
| 6    | Andrea Dettling       | Svizzera | 1:29,69 |
| 7    | Sylviane Berthod      | Svizzera | 1:29,72 |
| 8    | Marie Marchand-Arvier | Francia  | 1:29,89 |
| 9    | Vanja Brodnik         | Slovenia | 1:29,95 |
| 10   | Marianne Abderhalden  | Svizzera | 1:30,46 |

Data: 22 marzo

#### Slalom gigante
| Pos. | Atleta               | Nazione  | Tempo   |
| ---- | -------------------- | -------- | ------- |
| 1    | Pascale Berthod      | Svizzera | 2:00,80 |
| 2    | Aline Bonjour        | Svizzera | 2:02,23 |
| 3    | Fabienne Suter       | Svizzera | 2:02,25 |
| 4    | Fränzi Aufdenblatten | Svizzera | 2:02,47 |
| 5    | Célina Hangl         | Svizzera | 2:02,60 |
| 6    | Nadia Styger         | Svizzera | 2:02,69 |
| 7    | Lara Gut             | Svizzera | 2:02,90 |
| 8    | Sandra Gini          | Svizzera | 2:03,94 |
| 9    | Rabea Grand          | Svizzera | 2:04,09 |
| 10   | Andrea Dettling      | Svizzera | 2:04,19 |

Data: 23 marzo

#### Slalom speciale
| Pos. | Atleta            | Nazione  | Tempo   |
| ---- | ----------------- | -------- | ------- |
| 1    | Aline Bonjour     | Svizzera | 1:36,59 |
| 2    | Sandra Gini       | Svizzera | 1:36,91 |
| 3    | Célina Hangl      | Svizzera | 1:38,44 |
| 4    | Cornelia Städler  | Svizzera | 1:39,02 |
| 5    | Rabea Grand       | Svizzera | 1:39,23 |
| 6    | Karen Persyn      | Belgio   | 1:39,64 |
| 7    | Eliane Volken     | Svizzera | 1:40,88 |
| 8    | Valentina Flütsch | Svizzera | 1:42,01 |
| 9    | Fabienne Janka    | Svizzera | 1:42,18 |
| 10   | Rina Müller       | Svizzera | 1:42,75 |

Data: 25 marzo